# Sphaerexochus
Sphaerexochus è stato un trilobite dell'ordine dei Phacopida, famiglia Cheiruridae vissuto nel periodo Ordoviciano e nel Siluriano.

## Descrizione
L'esoscheletro di questo genere è convesso, allungato e munito di una spessa cuticola di calcite. Il lobo centrale rilevato è particolarmente convesso e la glabella rigonfia costituisce la massa principale della testa. Le spine genali sono ridotte. Il torace ha 11 segmenti, le estremità delle pleure sono munite di spine e ricurve verso il basso. Anche il piccolo scudo cefalico è munito di spine, questi trilobiti misurano in media una lunghezza di 3 centimetri.

## Habitat
Sphaerexochus viveva probabilmente in acque basse, sopra e intorno alle barriere coralline, la sua distribuzione geografica è mondiale.